# Slavko Kalezić
Slavko Kalezić (Podgorica, RS de Montenegro, RFS de Yugoslavia, 4 de octubre de 1985) es un cantante, compositor y actor montenegrino que representó a Montenegro en el Festival de la Canción de Eurovisión 2017 con el tema «Space» aunque no consiguió clasificarse a la final. Ese mismo año ganó el Premio Barbara Dex al concursante de Eurovisión "peor vestido" del año.

## Carrera
Kalezić estudió en la Academia de Artes Escénicas de Cetiña y posteriormente empezó a formar parte del Grupo de Teatro de Montenegro. Apareciendo en varias obras y películas. Además de su lengua materna, también habla inglés, francés y español.
En 2011 comenzó su carrera musical con el lanzamiento de su sencillo "Musa", pero fue en 2013 que su carrera despegó al competir en la primera temporada de Factor X Adria. Durante las audiciones en Podgorica cantó End of Time de Beyoncé. Pasó con éxito a la siguiente fase de Más 27, siendo asesorado por el popular Željko Joksimović, donde cantó Get Lucky y Cosmic Girl. Fue promovido por los jueces a la siguiente fase, donde interpretó "Ljuljaj me nezno" pero su mentor Joksimović asistido por Tony Cetinski decidió que no pasa a los shows en vivo y por tanto a la final. 
Desde que terminó su paso por el concurso, publicó su nuevo álbum "San O vječnostia" en 2014 que incluye los temas "Krivac", "Feel The Music" y "Freedom."

## Discografía

### Álbumes
- 2014: "San o vječnosti"

### Canciones
- 2011: «Muza»
- 2014: «Krivac»
- 2015: «Feel The Music»
- 2016: «Freedom»
- 2016: «Space»